# Meinong
Meinong (chiń. upr. 美浓区; chiń. trad. 美濃區; pinyin Měinóng qū; Wade-Giles Mei-nung ch’ü) – dzielnica (chiń. 區, qū) w rejonie Cishan miasta wydzielonego Kaohsiung na Tajwanie. 
23 czerwca 2009 komitet przy Ministrze Spraw Wewnętrznych Republiki Chińskiej zarekomendował scalenie dotychczasowego powiatu Kaohsiung (chiń. trad. 高雄縣; pinyin Gāoxióng xiàn) i miasta wydzielonego Kaohsiung (chiń. trad. 高雄直轄市; pinyin Gāoxióng zhíxiáshì) w jedno miasto wydzielone;  wszystkie gminy miejskie (chiń. 鎮, zhèn), jak Meinong, miasta i gminy wiejskie wchodzące w skład powiatu zostały przekształcone w dzielnice (chiń. 區, qū). Ustawa weszła w życie 25 grudnia 2010 roku.
Populacja dzielnicy Meinong w 2016 roku liczyła 40 399 mieszkańców – 19 197 kobiet i 21 202 mężczyzn. Liczba gospodarstw domowych wynosiła 14 667, co oznacza, że w jednym gospodarstwie zamieszkiwało średnio 2,75 osób.

## Demografia (2011–2016)
| Rok  | Liczba ludności | Gęstość zaludnienia | Kobiety | Mężczyźni | Gospodarstwa domowe |
| ---- | --------------- | ------------------- | ------- | --------- | ------------------- |
| 2011 | 42 658          | 355                 | 20 373  | 22 285    | 14 316              |
| 2012 | 42 157          | 351                 | 20 139  | 22 018    | 14 392              |
| 2013 | 41 668          | 347                 | 19 925  | 21 743    | 14 455              |
| 2014 | 41 258          | 343                 | 19 672  | 21 586    | 14 480              |
| 2015 | 40 810          | 339                 | 19 400  | 21 410    | 14 552              |
| 2016 | 40 399          | 336                 | 19 197  | 21 202    | 14 667              |